# 温特博恩
温特博恩是德国莱茵兰-普法尔茨州的一个市镇。总面积8.45平方公里，总人口181人，其中男性80人，女性101人（2011年12月31日），人口密度21人/平方公里。